# Heliga Trefaldighets kyrka, Stockholm
Heliga Trefaldighets kyrka var en kyrkobyggnad i Gamla stan, Stockholm, som börjades uppföras på initiativ av kung Johan III under 1500-talet, men vars byggnation avstannade vid kungens död. Då var endast delar av grunden färdigställd. Rester efter kyrkan har påträffats vid utgrävningar i kvarteret Juno i Gamla stan i modern tid.